# Eduardo Santellán
Eduardo Alberto Santellán (Haedo, Buenos Aires; 19 de agosto de 1951 - ibídem, 6 de agosto de 2011) fue un dibujante, ilustrador e historietista argentino. Sus dibujos se destacan por un gran contenìdo imaginativo, la aplicación del color en la que prevalecen los tonos pasteles y monocromáticos confiriéndole a sus imágenes un clima de extraña e inquietante belleza. Su temática se inscribe entre el llamado realismo mágico y un personal surrealismo erótico. Trabajó las técnicas mixtas como así también la minuciosidad del puntillismo.

## Biografía
Comenzó a dibujar bien pasada la adolescencia, a interesarse por el arte en general y tomar el dibujo como oficio después de cumplidos los veinte años. Su formación artística es esencialmente autodidacta aunque tomò clases de dibujo y pintura en la Asociación Estìmulo de Bellas Artes y con el maestro Demetrio Urruchùa. En su primera juventud viajò por toda la Argentina, escribió cuentos y poesía; su vinculación con el rock y su amor por el jazz lo llevaron a emprender el aprendizaje del saxo tenor tratando de emular a su admirado Coleman Hawkins. 
Residió hasta sus últimos días en La Reja, Buenos Aires junto con su familia. En 2010 editó su libro "Húmedo y vertical: Surrealismo erótico" bajo el sello La Máquina de Coser Paisajes Ediciones. En 2011 Colaboraba para varios medios y había retomado junto al músico (Luis Alberto Spinetta) un proyecto de libro de poemas ilustrados en el que trabajo hasta sus últimos días.

## Obras publicadas
Comenzó a publicar sus primeros trabajos en las revistas Periscopio, Expreso Imaginario, Quark. Más tarde sus ilustraciones e historietas se vieron en las páginas de revistas de Editorial La Urraca como Fierro, El Pèndulo, Mutantia, Hùrra, El Periodista, etc. También trabajò para Ediciones Record realizando tapas e historietas para las revistas Skorpio y El Tajo, y colaboró con la revista Sudestada, Lezama, Trix Hemocomics, Descubrir, El Brulote, Nòmada de la Universidad Nacional de General San Martín (UNSAM), Revista del Instituto Superior de Estudios de Lomas de Zamora (ISEL), Diario El Corredor Mediterráneo (Córdoba). Trabajò en publicidad para Arias/Del Guercio (Emilio del Guercio) Producciones, entre otros.
Ilustró libros de cuentos infantiles y textos escolares para la editorial La Hoguera de Santa Cruz de la Sierra (Bolivia). Es autor de las tapas de los discos de rock “El Valle Interior” de Almendra (banda) y Bajo Belgrano (álbum Spinetta Jade).

## Muestras
Expuso sus dibujos en lugares como: Casa de la Provincia de Bs. As.(1975), Asociación Estímulo de Bellas Artes (1977), Centro Cultural Recoleta (1985), Palais de Glasse (1991), Centro Cultural Recoleta (1996), Muestra Treinta Años de Rock Nacional, Centro Municipal de Exposiciones (1996), FICEBA (Festival Internacional de Cine Erótico de Bs. As.) 2007. “KommMissia” Moscow International Festival of Graphic Stories de Moscú (2010), Biblioteca Nacional de la República Argentina "Spinetta: los libros de la buena memoria" (2012), ECUNHI Espacio Cultural Nuestros Hijos - Madres de Plaza de Mayo - Ex ESMA "Eduardo Santellan: Vida Siempre" (2013).
La muestra Eduardo Santellán, Vida Siempre,
que se llevó a cabo entre los días 11 de mayo y 29 de junio de 2013 estuvo integrada por obras del talentoso dibujante,
ofreciendo un recorrido por su trayectoria.
Desde sus primeras publicaciones en
la mítica Expreso Imaginario, su trabajo
como historietista y portadista de Fierro, El
Péndulo, Mutantia, Trix o Skorpio, su interés
por el puntillismo, la poesía y el realismo
mágico plasmado en su libro, su vínculo
con el rock inmortalizado en las tapas de los
discos de Almendra y Spinetta Jade y un libro
inconcluso de poemas ilustrados junto a Luis
Alberto Spinetta en el que trabajó hasta sus
últimos días, dan testimonio de su búsqueda
incesante y creativa.
El catálogo de la muestra contó con textos de destacadas figuras del ámbito de la gráfica, la poesía y la música que lo homenajearon. Indio Solari exalta con
precisión la esencia de su obra: “A través
de las bellísimas ilustraciones que Eduardo
nos ofreciera en su libro Húmedo y vertical,
recorro con placer su lenguaje, encantado
con la belleza de los volúmenes que ocupan
los rincones de nuestra mente con un
erotismo surreal. Santellán nos convierte, no
en turistas de su oficio, sino en peregrinos
hacia la imaginación y el silencio desnudo”.